# Diakoniegemeinschaft Stephansstift
Die Diakoniegemeinschaft Stephansstift e.V. sieht sich der Tradition der 1869 gegründeten Brüderschaft des Stephansstifts verpflichtet und versteht sich als eine diakonische Gemeinschaft. 1972 erfolgte die Umbenennung der Brüderschaft in Diakoniegemeinschaft Stephansstift. Diese engagiert sich für eine diakonische Kirche in unserer Gesellschaft.

## Aufgaben
Neben verschiedenen sozialen Berufen zählen dazu ursprünglich Diakone, die die Kirche und ihr diakonisches Profil in Gemeinschaft mit anderen haupt- und ehrenamtlichen Mitarbeitern gestalten. Dieses Engagement braucht immer wieder die Vergewisserung und Stärkung in der Gemeinschaft. Als eine Diakonische Gemeinschaft steht die Diakoniegemeinschaft für eine ev.-luth. Kirche mit Diakonen.
Die Diakoniegemeinschaft Stephansstift hat sich satzungsgemäß folgenden Aufgaben verpflichtet
- Eintreten für notleidende und geschädigte Menschen und Gruppen in der Gesellschaft;
- Förderung der für diesen Zweck notwendigen Einrichtungen;
- Ausbau des Amtes der Diakone;
- Verwirklichung einer christlichen Lebensordnung;
- gegenseitige Beratung und Hilfe untereinander.

Im Rahmen dieser Aufgaben fördert die Diakoniegemeinschaft den Beruf der Diakonin bzw. des Diakons in der ev.-luth. Kirche und in der Diakonie. Die Gemeinschaft untereinander ist ein Angebot, um sich gemeinsam auf dem Weg als Christ oder Christin privat und beruflich zu unterstützen.

## Mitglieder
Die Diakoniegemeinschaft Stephansstift besteht aus ca. 600 Mitgliedern, welche sich in verschiedene regionale Konvente gliedern. Neben den Konventen gibt es den Vorstand, die Ausschüsse und Arbeitskreise.
Die Konvente treffen sich je nach Vereinbarung einmal jährlich oder monatlich, die meisten etwa alle drei Monate. Die Konvente sollen die Gemeinschaft der Mitglieder untereinander fördern und dem Erfahrungsaustausch dienen. Sie fördern das gemeinsame geistliche Leben und bilden eine wichtige Basis der Gemeinschaft.
Die Ausschüsse und Arbeitsgruppen widmen sich verschiedensten inhaltlichen Themen wie der Berufspolitik, diakonischer Theologie, sozialpolitischen Fragestellungen und der Öffentlichkeitsarbeit.

## Missbrauchsvorwurf
Der zum Bruderhaus gehörende Diakon Johannes Wenzel, der bereits als Praktikant sexuelle Gewalt an Kindern verübt hatte, wurde 1969 nach Willmars in Bayern entsandt, wo er das Kinderheim Nicolhaus leitete. Betroffenenberichten zufolge vergewaltigte er dort mindestens zwei Knaben und tat ihnen darüber hinaus zusätzlich Gewalt an. Daraufhin wurde sein Arbeitsverhältnis in Willmars 1971 beendet, wobei der eigentliche Grund vor der Öffentlichkeit verschwiegen wurde. Wenzel arbeitete danach erneut mit Kindern und Jugendlichen in Niedersachsen, schied aber in den 1990er-Jahren aus der Brüderschaft aus. Der Bayerische Rundfunk urteilte, dass das Stephansstift von den Neigungen des Diakons gewusst habe und den Träger des bayerischen Kinderheims vor ihm hätte warnen müssen.